# Neuville-sous-Montreuil
Neuville-sous-Montreuil település Franciaországban, Pas-de-Calais megyében. Lakosainak száma 633 fő (2022. január 1.). Neuville-sous-Montreuil Estréelles, Montreuil-sur-Mer, Aix-en-Issart, Attin, Estrée, La Madelaine-sous-Montreuil, Marant és Marles-sur-Canche községekkel határos.

## Népesség
A település népességének változása:
| Lakosok száma | 658  | 659  | 668  | 650  | 646  | 649  | 650  | 649  | 633  |
|               | 2013 | 2015 | 2016 | 2017 | 2018 | 2019 | 2020 | 2021 | 2022 |